# 阿喬德 (喬治亞州)
阿喬德（英語：Achord）是位於美國喬治亞州道奇縣的一個非建制地區。該地的面積和人口皆未知。

## 地理
阿喬德的座標為32°06′23″N 83°58′08″W / 32.10639°N 83.96889°W，而該地的平均海拔高度為84米（即276英尺）。